# St. Peter und Erasmus (Geiselhöring)

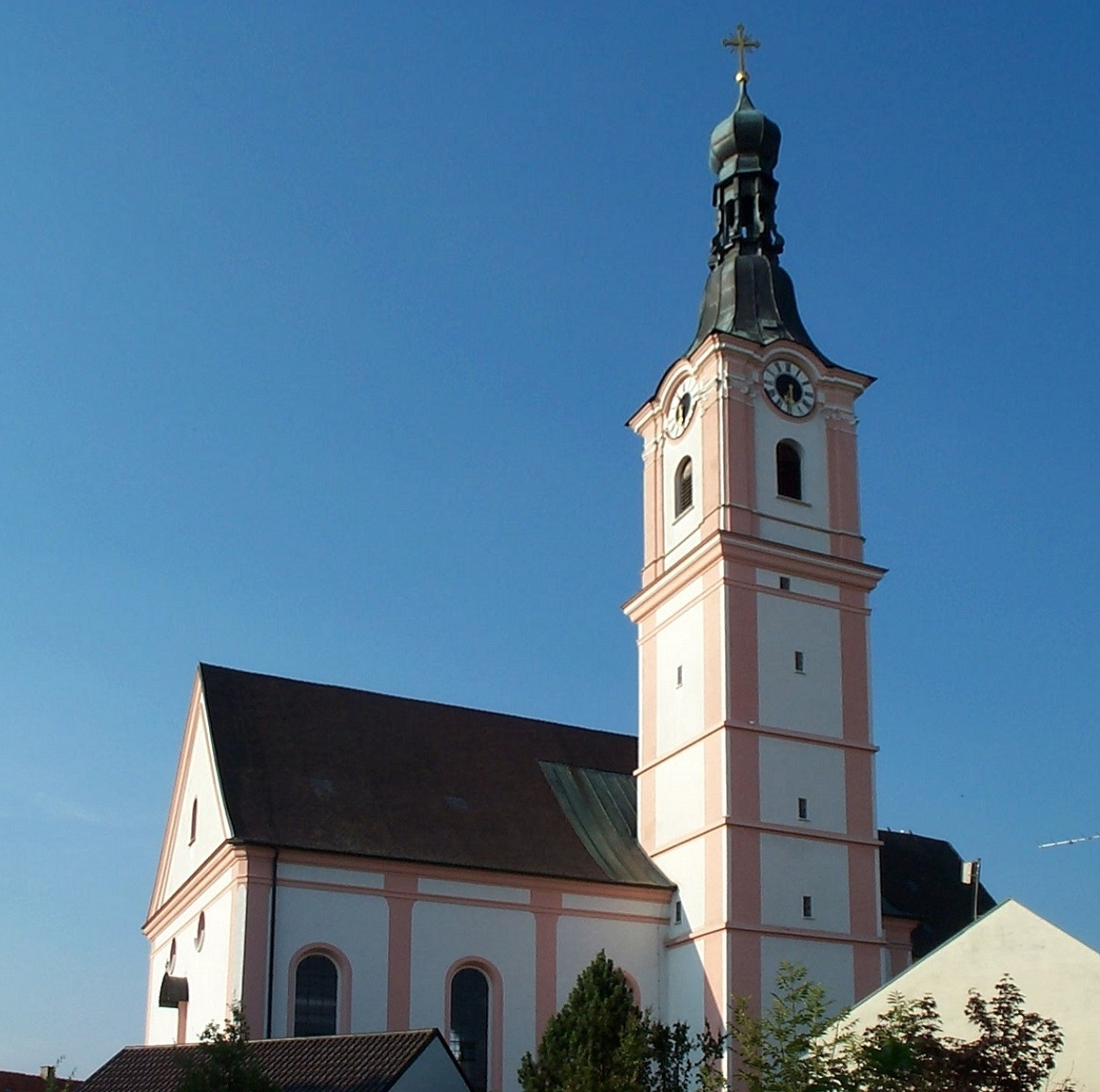
Außenansicht der Pfarrkirche St. Peter und Erasmus

Die römisch-katholische Pfarrkirche St. Peter und Erasmus (oft kurz als St. Peter bezeichnet) in der Stadt Geiselhöring im Landkreis Straubing-Bogen ist eine der größten und bedeutendsten Rokokokirchen Niederbayerns. Insbesondere die Stuckaturen und Stuckmarmoraltäre von Franz Xaver Feuchtmayer sowie die Fresken und Altarblätter von Matthäus Günther sind von großer kunsthistorischer Bedeutung.

## Geschichte
Die erste Besiedlung Geiselhörings wurde im 5. oder 6. Jahrhundert von einem bajuwarischen Stammesherrn namens Giselher oder Gisilher vorgenommen. Dessen Herrensitz befand sich vermutlich an der Stelle der heutigen Pfarrkirche. Darauf deutet auch der Straßenname Schlossgraben in unmittelbarer Nähe der Pfarrkirche hin. Die Pfarrei Geiselhöring, die damals bereits dem Regensburger Domkapitel unterstellt war, wurde erstmals im Jahr 1249 in einem Schutzbrief von Papst Innozenz IV. erwähnt. Als Pfarrkirche diente damals allerdings die Kirche St. Jakob, auch Linskirche genannt, die älteste Kirche Geiselhörings. Diese verlor jedoch im Lauf der Jahrhunderte an Bedeutung, sodass St. Peter zur Pfarrkirche wurde.
Die Pfarrkirche St. Peter in der heutigen Form wurde von 1761 bis 1764 unter Pfarrer Ignaz Zinkl im Stil des Rokoko errichtet. Chor und Turmuntergeschoss wurden von einem mittelalterlichen Vorgängerbau übernommen, wobei der Chor erst in den Jahren 1610 und 1611 im spätgotischen Stil umgestaltet worden war. Für den Rokokobau wurden allerdings die Fenster verändert, die Gewölberippen abgeschlagen und die Strebepfeiler an der südlichen Außenwand mit einer geschwungenen Deckplatte versehen. Baumeister des Neubaus dürfte der Landshuter Hofmaurermeister Georg Fischer gewesen sein, der den Bau zusammen mit dem Geiselhöringer Schreiner Thomas Lehner ausführte. Von wem die Pläne stammen, ist allerdings unklar. Zwar lieferte Fischer im Jahr 1751 einen Kostenvoranschlag und einen Riss, sein Vorgänger Johann Georg Hirschstötter legte aber bereits 1733 eine überschlägige Kalkulation für den Neubau vor.
Im Jahr 1895 wurde die Kirche renoviert. Dabei entstand auch ein neues Deckenfresko im Chor, das womöglich ein in Gestaltung oder Ausführung unbefriedigendes Werk ersetzte. Eventuell war das alte Chorfresko auch bereits vor dem Neubau von 1764 entstanden und fügte sich schlecht in die übrige Raumgestaltung ein. Bei einer weiteren Renovierung in der Zeit von 1979 bis 1983 wurde unter anderem die ursprüngliche Farbgestaltung wiederhergestellt. Das Äußere präsentiert sich seitdem wieder in einem weißen Anstrich mit hellroten Lisenen.

## Beschreibung

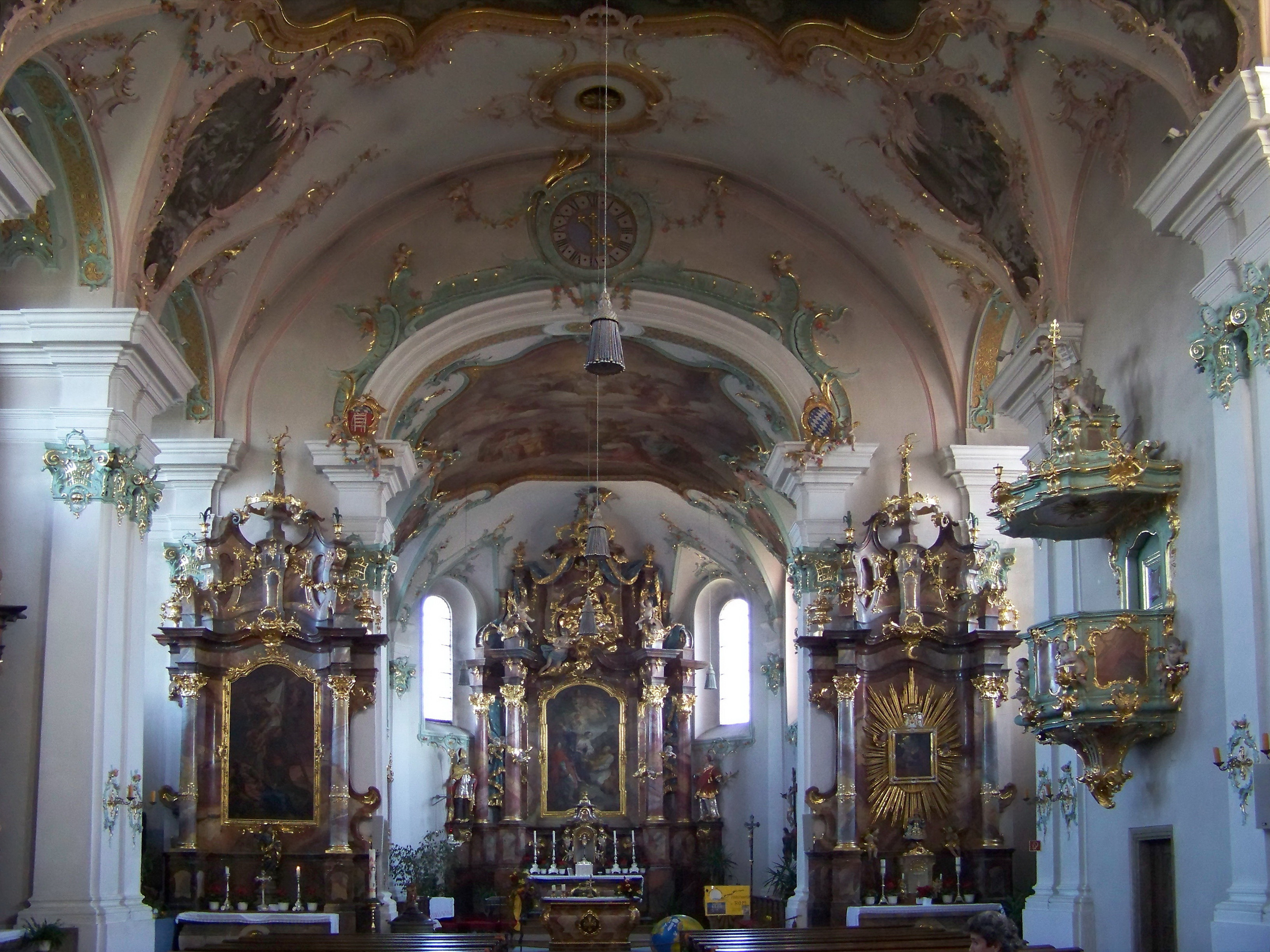
Innenansicht der Pfarrkirche St. Peter und Erasmus

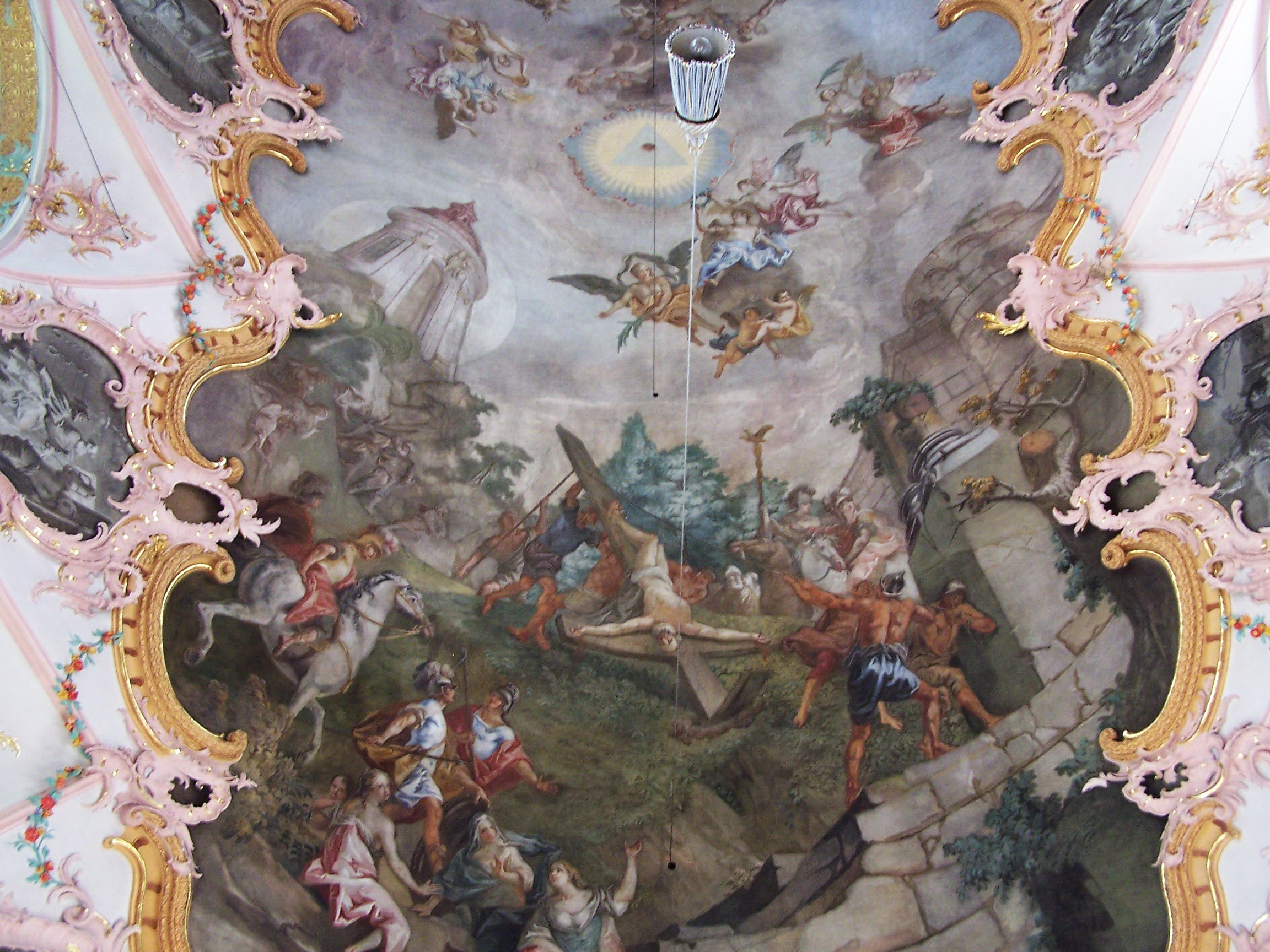
Deckenfresko von Matthäus Günther im Langhaus (1765)

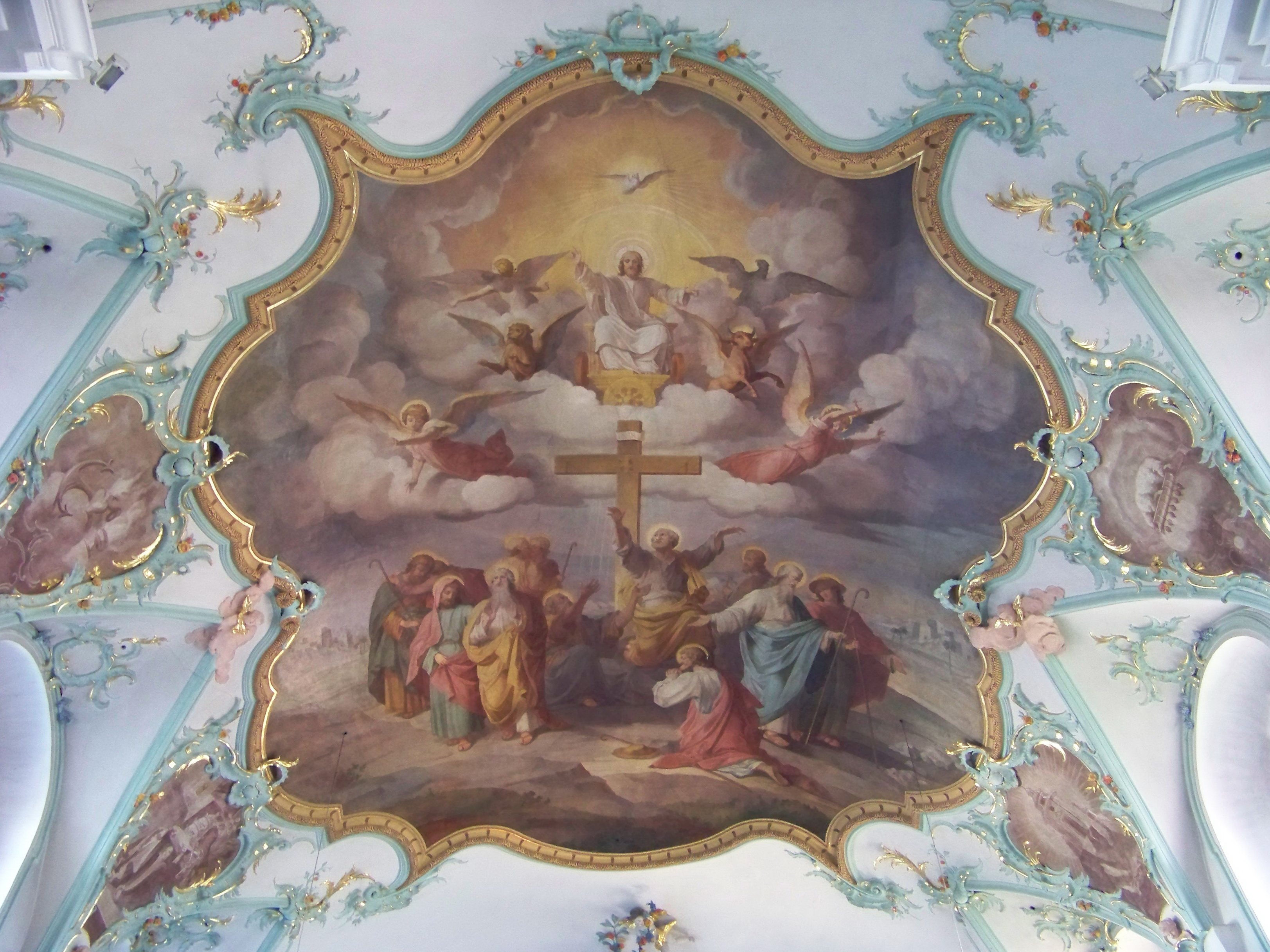
Deckenfresko im Chor (1895)

### Architektur
Die Pfarrkirche ist eine Wandpfeilerkirche mit eingezogenem Chor, an den nördlich die Sakristei angebaut ist. Im Süden ist der viergeschossige Turm an das Langhaus angebaut. Dessen Untergeschoss wurde noch vom Vorgängerbau übernommen und stellt wohl die älteste erhaltene Bausubstanz der Kirche dar. Bemerkenswert ist das Turmobergeschoss oberhalb eines doppelt abgesetzten Gesimses, das erst 1776 erbaut wurde. Hier wurde rund um den Glockenstuhl ein Aufbau mit ionischen Pilastern an den Ecken konstruiert. Nach oben schließt dieser wiederum mit einem stark profilierten Gesims ab, das zur Zwiebelhaube mit Laterne überleitet.
Das Langhaus umfasst fünf Joche, wobei das westliche Joch von Vorraum und Doppelempore eingenommen wird. Oberhalb eines mehrfach abgesetzten Gesimses spannt ein Tonnengewölbe mit Stichkappen über den Raum. Letztere setzen sich zu kleinen Kapellen zwischen mächtigen Wandpfeilern fort, die von einer kurzen Quertonne überwölbt sind. Ausnahme ist das vierte Joch von Westen auf der Südseite des Langhauses. Hier schließt unmittelbar das Turmuntergeschoss mit einer Kapelle und dem Aufgang zur Kanzel an. Die Wandpfeiler sind zum Langhaus hin jeweils mit mehreren Pilastern belegt. Über den ebenfalls abgesetzten Chorbogen öffnet sich der geostete Altarraum. Dieser umfasst drei Joche und einen dreiseitigen Schluss, der im Inneren allerdings durch den Hochaltar zu einem Halbrund verschliffen wird. Beim Neubau der Kirche 1764 wurde wohl das Chorgewölbe entsprechend dem des Langhauses zu einer Stichkappentonne umgestaltet.

### Deckenfresken
Besonders eindrucksvoll sind die Fresken von Matthäus Günther, insbesondere das monumentale Deckenfresko im Langhaus aus dem Jahr 1765. Entsprechend dem Patrozinium der Kirche ist die Kreuzigung Petri dargestellt. Die Szene spielt sich zwischen Ruinen römischer Bauwerke, die auf den Niedergang des Heidentums verweisen, und einem Rundtempel auf einem Felsen als Symbol für die Kirche Gottes ab. An zentraler Stelle befindet sich das Gottesauge, umgeben von einem Strahlenkranz. Rundum sind zahlreiche Engel zu sehen. Das Fresko ist von einem Stuckrahmen mit Rocaille-Ornament umgeben. Die acht Zwickelbilder in den Flächen zwischen den Stichkappen sind in Grisaille-Technik gemalt und von stuckmodellierten Blumengirlanden umgeben. Darauf sind Szenen aus dem Leben des heiligen Petrus dargestellt. Auf der rechten (südlichen) Seite des Langhauses sind dies von West nach Ost: Petrus heilt Kranke, Petrus treibt böse Geister aus, Petrus erweckt Tote zum Leben und die Vision des Petrus. Auf der linken (nördlichen) Seite sind von West nach Ost folgende Motive zu sehen: Petrus vor dem Hauptmann Cornelius, Petrus im Gefängnis, die Befreiung aus dem Gefängnis und die schicksalshafte Begegnung Petri mit dem kreuztragenden Jesus, die der Legende nach zu seiner eigenen Kreuzigung geführt haben soll. Das Deckengemälde im Chor stammt nicht von Günther. Es wurde erst bei der Renovierung im Jahr 1895 im Nazarenerstil erstellt und zeigt die Pfingstpredigt des heiligen Petrus. Die vier Zwickelbilder im Chor zeigen folgende symbolische Darstellungen: eine Kirche auf Felsengrund, die Insignien des Papsttums, das Lamm auf dem Buch mit den sieben Siegeln sowie die göttlichen Tugenden Glaube, Hoffnung und Liebe.

### Altäre

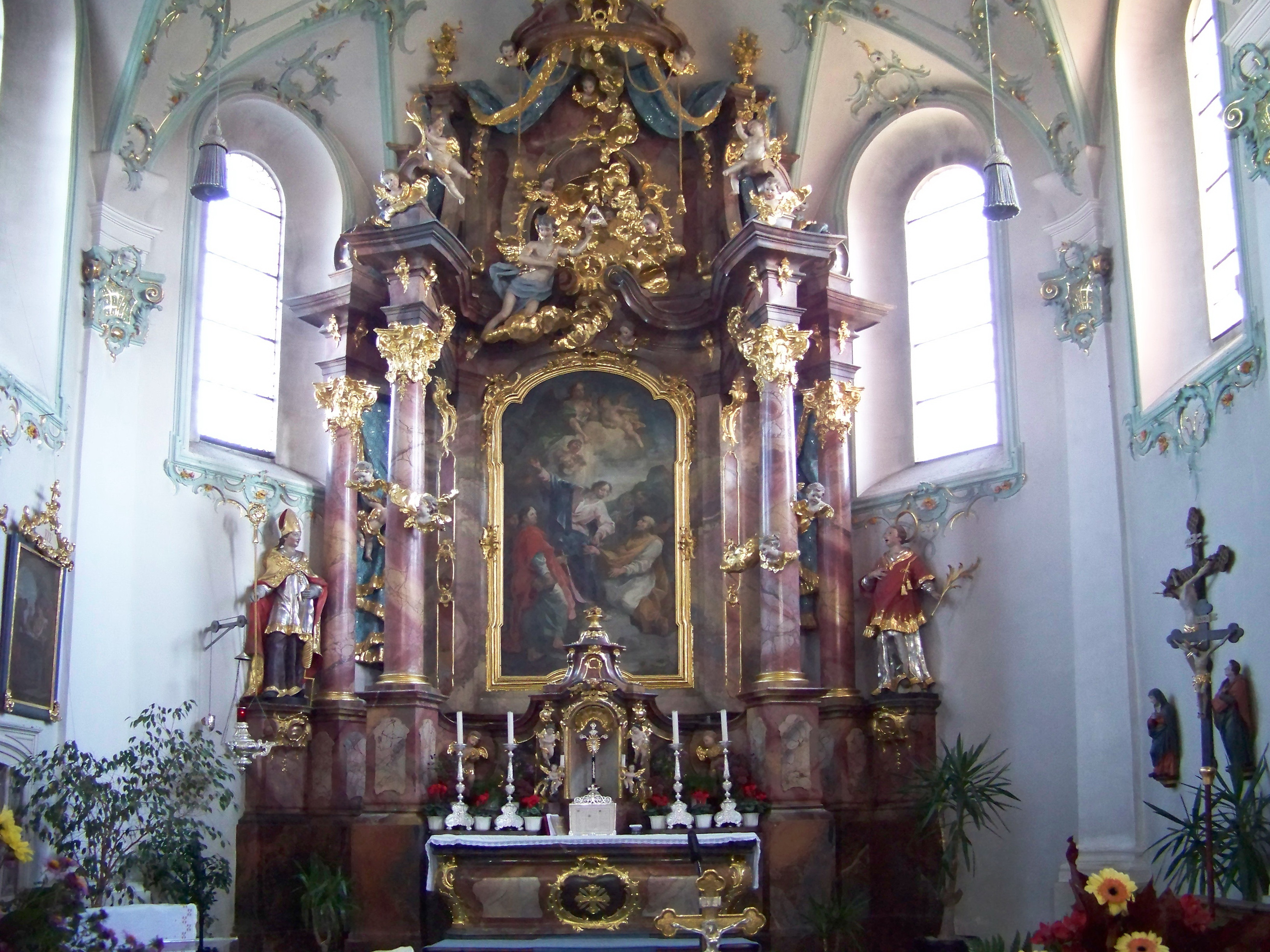
Hochaltar

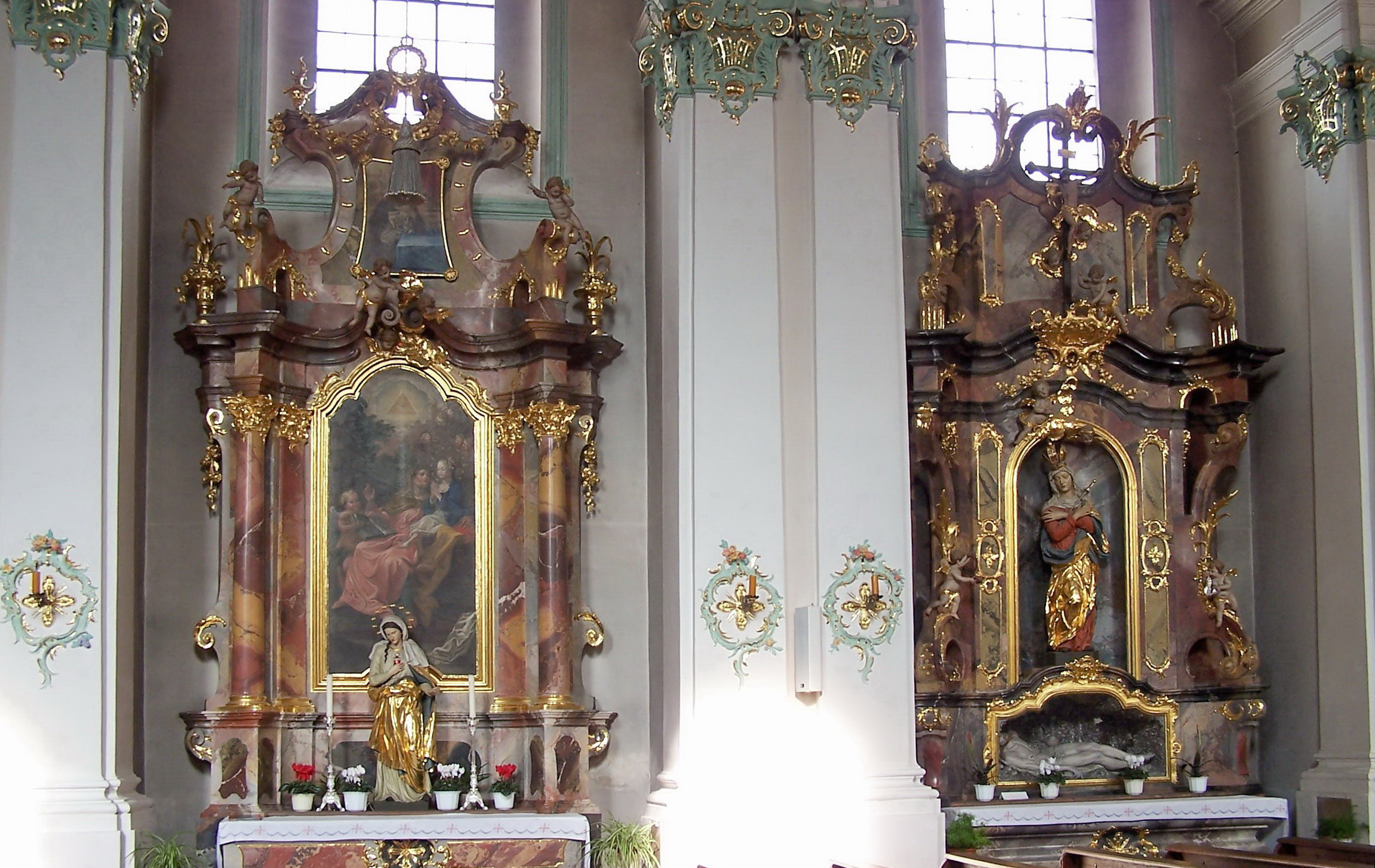
Nördliche Seitenaltäre: Grabaltar (rechts) und Annenaltar (links)

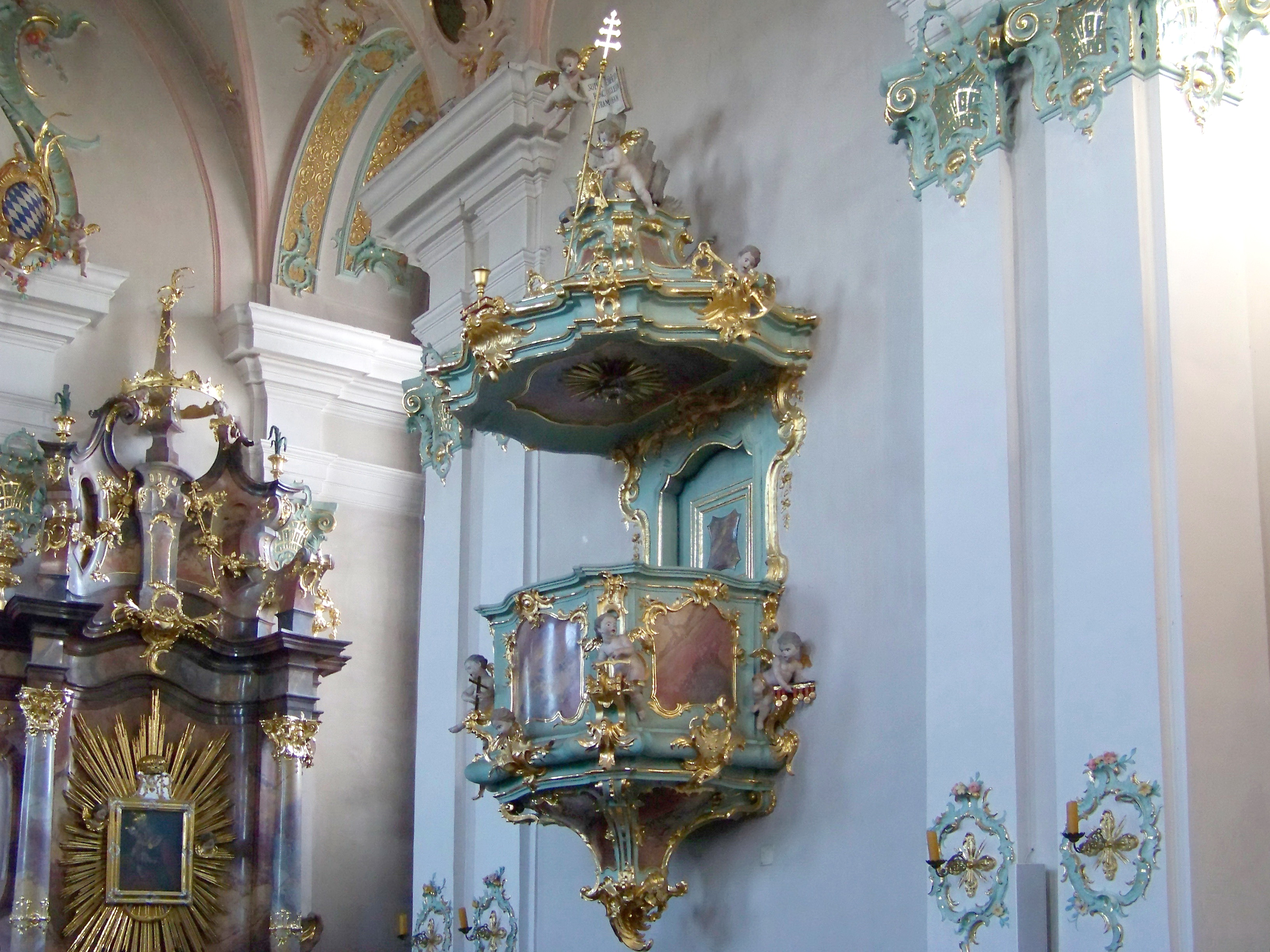
Kanzel

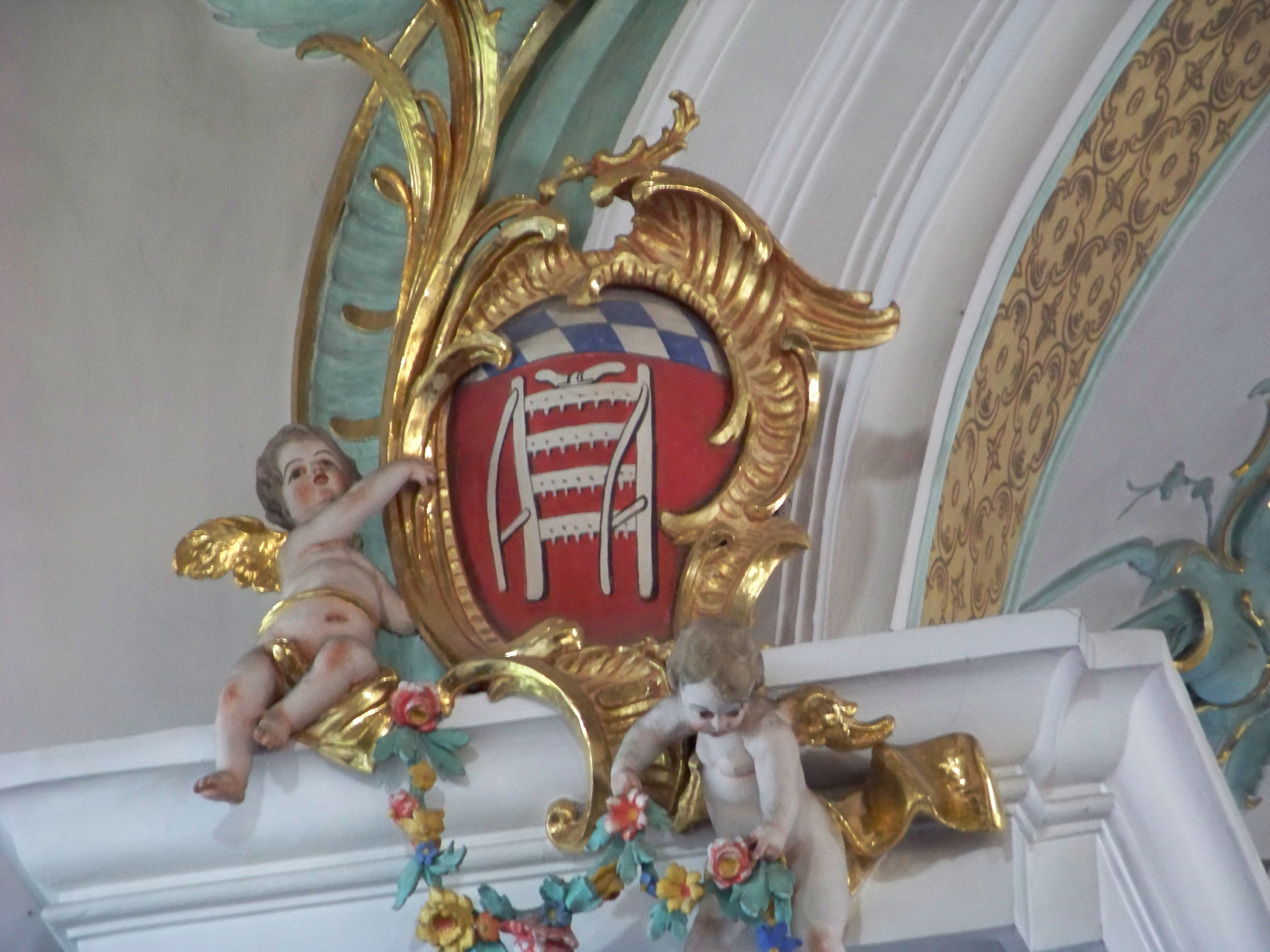
Wappen der Stadt Geiselhöring am Chorbogen

Wie auch die Stuckaturen in Langhaus und Chor stammen die Aufbauten der Stuckmarmoraltäre aus den Jahren 1764 und 1765 von Franz Xaver Feuchtmayer. Der konkave Hochaltar hat einen viersäuligen Aufbau aus rotgrauem Stuckmarmor und außen zwei freistehende Plastiken des heiligen Erasmus, des zweiten Kirchenpatrons, und des heiligen Stephanus. Das große Altarblatt, das dem Rokokomaler Christian Wink zugeschrieben wird, stellt die Schlüsselübergabe an Petrus dar. Im Auszug ist unterhalb der Baldachindraperie das von einem Wolkenmeer umgebene Auge Gottes zu sehen. Rundum schweben zahlreichen Putten und ein großer Engel, der Gott symbolisiert. Auf der Altarmensa erhebt sich der geschweifte Tabernakel, der mit Rokoko-Muschelwerk und Engelsfiguren verziert ist. Der Volksaltar unter dem Chorbogen stammt von 1982. Er ist eine Kopie der Hochaltarmensa und somit wie auch der Ambo an den Stil der übrigen Ausstattung angeglichen.
Auch die fünf Seitenaltäre sind reich mit Muschelwerk verzierte, konkave Anlagen mit zweisäuligen Aufbauten aus Stuckmarmor. Rechts des Chorbogens befindet sich der Marienaltar. Dieser zeigt eine Kopie des Gnadenbildes Mariahilf von Lucas Cranach d. Ä., umrahmt von einem vergoldeten Strahlenkranz. Auf der Mensa steht der von Anbetungsengeln flankierte Tabernakel, der von einer reich verzierten Holzfigur des Prager Jesuskindes bekrönt wird. Das Pendant auf der linken Seite des Chorbogens ist der Kreuzaltar mit einem Altarblatt der Kreuzabnahme Jesu, signiert von Matthäus Günther im Jahr 1765. Darunter befindet sich eine barocke Holzfigur des Auferstandenen. Beide Chorbogenaltäre schließen nach oben mit einem Obelisken ab, der von einer ornamentalen Krone umgeben ist. Der Grabaltar in der vierten Seitenkapelle von Westen auf der Nordseite des Langhauses ist der einzige Altar ohne Säulenaufbau. In der zentralen Nische befindet sich eine lebensgroße Figur der Mater Dolorosa, darunter eine ebenfalls lebensgroße Holzfigur Jesu Christi im Heiligen Grab. Den oberen Abschluss bildet ein von Putten umgebenes Kreuz. In der dritten Seitenkapelle der Nordseite befindet sich der Annenaltar, dessen Altarblatt die heilige Mutter Anna mit Maria als Kind zeigt. Außerdem enthält er im Auszug ein Gemälde des heiligen Antonius von Padua. Direkt gegenüber befindet sich schließlich der Josefsaltar. Das Altarblatt zeigt den heiligen Josef von Nazaret mit dem Jesuskind, im Auszug ist der heilige Leonhard zu sehen.

### Übrige Ausstattung
Im vierten Joch befindet sich anstelle einer Seitenkapelle die Stuckmarmorkanzel mit reicher Muschelwerksverzierung im Rokokostil. Am Korpus sind vier Engel mit Gesetzestafeln, Kreuz, Gerichtsposaune und Gerichtswaage sowie mit dem Buch mit den sieben Siegeln zu sehen. Auf dem Schalldeckel erinnern Engel mit päpstlichen Insignien und Kirchensymbolen an den Kirchenpatron Petrus als ersten Papst der christlichen Kirche.
Bemerkenswert sind auch die wahrscheinlich von Matthäus Günther gemalten Kreuzwegtafeln mit reich geschnitzten Rahmen, die von dem Franziskanerbruder Lipfart Küchele aus Dingolfing geschaffen und 1936 stark vereinfacht wurden. Interessant ist auch die Gestaltung des Chorbogens. Links befindet sich das Wappen der Stadt Geiselhöring, rechts das Bayernwappen. Oberhalb des Chorbogens sieht man eine Uhr mit stuckiertem Ziffernblatt. Die geschnitzten Stuhlwangen entlang des Mittelganges stammen bereits aus dem Jahr 1712. Im westlichen Joch unter der Empore ist ein gut erhaltenes Epitaph der Stifterfamilie aus dem frühen 17. Jahrhundert zu sehen. Unterhalb von entsprechenden Bibelzitaten sind die Auferstehung Christi und Samson im Kampf mit dem Löwen zu sehen, darunter ein Relief der Stifterfamilie.

### Orgel
Im Jahr 1998 erhielt die Pfarrkirche eine neue Orgel von der österreichischen Firma Rieger Orgelbau. Das Schleifladeninstrument umfasst insgesamt 25 Register auf zwei Manualen und Pedal. Ferner besitzt es mechanische Spiel- und elektrische Registertraktur. Die Disposition lautet wie folgt:
| I Hauptwerk C–g3 |                 |       |
| 1.               | Bourdon         | 16′   |
| 2.               | Principal       | 8′    |
| 3.               | Rohrgedeckt     | 8′    |
| 4.               | Tibia           | 8′    |
| 5.               | Octave          | 4′    |
| 6.               | Holzflöte       | 4′    |
| 7.               | Sesquialtera II | 2 ⁄3′ |
| 8.               | Superoctave     | 2′    |
| 9.               | Mixtur IV       | 1 ⁄3′ |
| 10.              | Trompete        | 8′    |

| II Schwellwerk C–g3 |               |       |
| 11.                 | Gedeckt       | 8′    |
| 12.                 | Gamba         | 8′    |
| 13.                 | Gamba céleste | 8′    |
| 14.                 | Principal     | 4′    |
| 15.                 | Traversflöte  | 4′    |
| 16.                 | Nachthorn     | 2′    |
| 17.                 | Quinte        | 1 ⁄3′ |
| 18.                 | Mixtur IV     | 2′    |
| 19.                 | Oboe          | 8′    |
|                     | Tremulant     |       |

| Pedal C–f1 |           |     |
| 20.        | Subbaß    | 16′ |
| 21.        | Principal | 8′  |
| 22.        | Gedeckt   | 8′  |
| 23.        | Choralbaß | 4′  |
| 24.        | Posaune   | 16′ |
| 25.        | Trompete  | 8′  |

- Koppeln: I/II, I/P, II/P

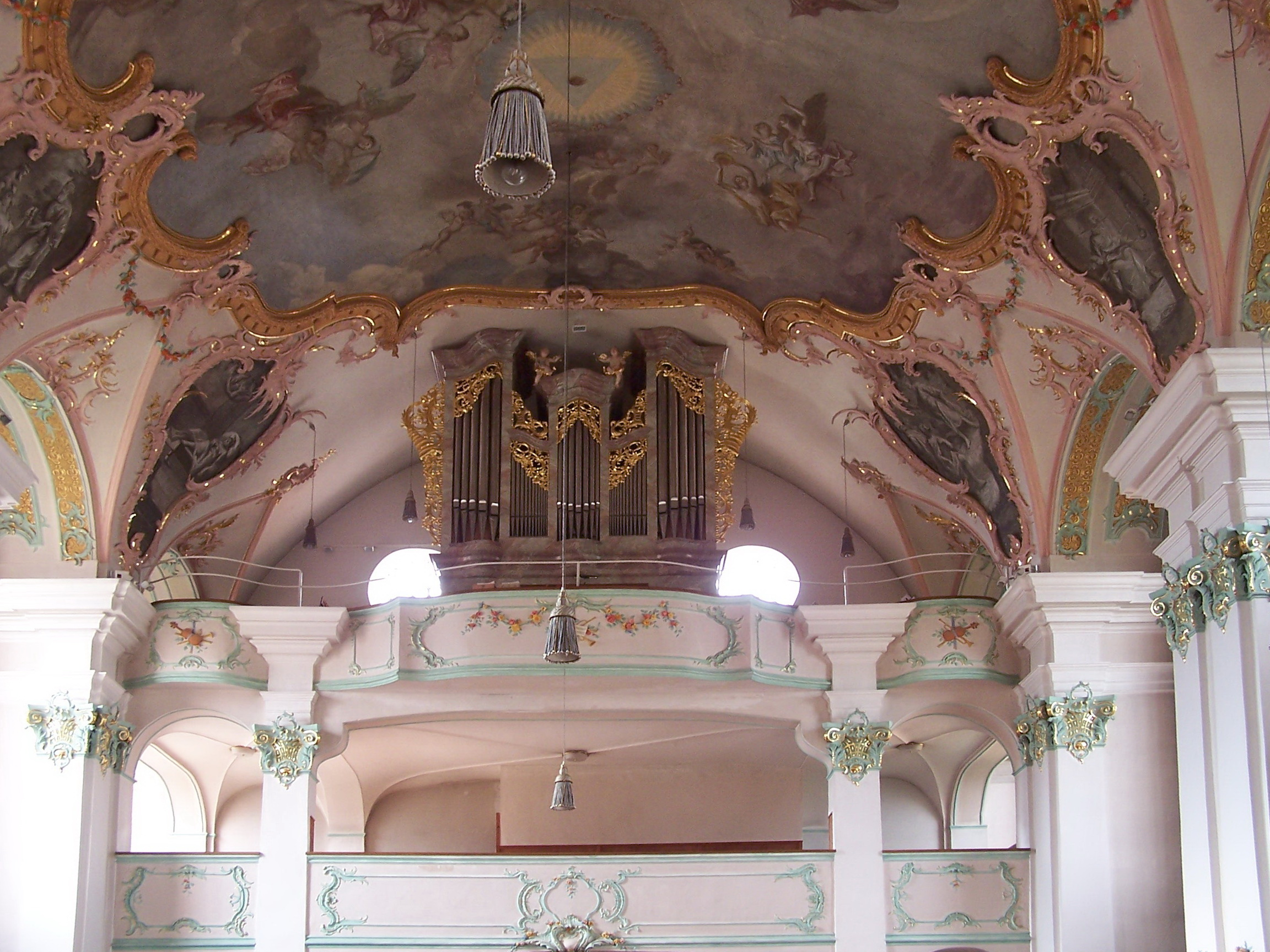
Westemporen mit Rieger-Orgel

- Spielhilfen: 8-mal 96 Setzerkombinationen, Sequenzer

### Vorgängerorgel

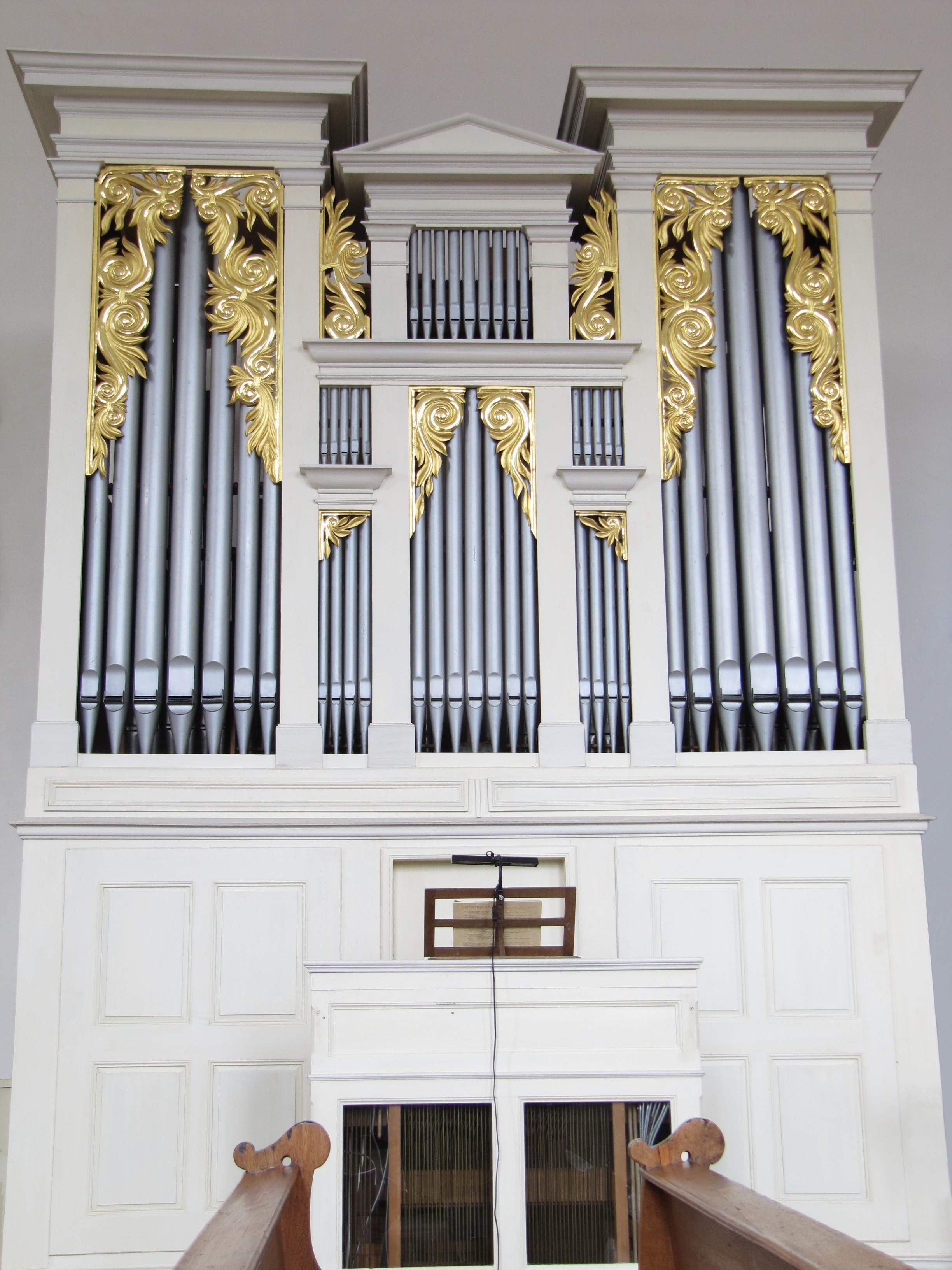
Orgel von Binder & Siemann

Die Vorgängerorgel wurde von Binder & Siemann als Opus 55 mit 17 Registern auf zwei Manualen und Pedal erbaut. Die Kegelladenorgel steht in verändert gewachsenem Zustand im Orgelmuseum Kelheim. Im Jahr 1950 erfolgte ein Umbau mit Erweiterung durch Friedrich Meier. Restaurierungsarbeiten unter teilweiser Rückführung des Klangbilds wurden 1980 durch Orgelbau Eisenbarth und 1988 durch den Orgelbauer Rohner durchgeführt. Die Disposition lautet seitdem wie folgt:
| I Manual C–f3 |           |       |
| 1.            | Principal | 8′    |
| 2.            | Gamba     | 8′    |
| 3.            | Gedeckt   | 8′    |
| 4.            | Quintade  | 8′    |
| 5.            | Oktav     | 4′    |
| 6.            | Flöte     | 4′    |
| 7.            | Oktav     | 2′    |
| 8.            | Mixtur IV | 2 ⁄3′ |

| II Manual C–f3 |                  |                |   |
| 9.             | Lieblich Gedeckt | 8′             |   |
| 10.            | Aeoline          | 8′             |   |
| 11.            | Sesquialtera II  | 2 ⁄3′ + 1 3⁄5′ | * |
| 12.            | Nachthorn        | 2′             | * |
| 13.            | Trompete         | 8′             | * |

| Pedal C–f1 |            |     |
| 14.        | Subbass    | 16′ |
| 15.        | Violon     | 16′ |
| 16.        | Octavbass  | 8′  |
| 17.        | Choralbass | 4′  |

- Koppeln: I/II, I/P, II/P
- Spielhilfen: Tutti/Forte/Mezzoforte-Auslöser, Crescendo-Walze

- = Register von Meier (1950)